# Daniel Purcell
Daniel Purcell (ur. ok. 1663, zm. 26 listopada 1717) – brytyjski kompozytor dojrzałego baroku, młodszy brat lub kuzyn Henry’ego Purcella.
Tak jak jego słynnego brata interesowała go przede wszystkim opera. Współpracował ze znakomitym kompozytorem muzyki instrumentalnej i okazjonalnej Jeremiahem Clarkiem, który użyczył mu pomocy m.in. przy oprawie muzycznej opery Daniela Purcella z 1699 roku The Island Princess.

## Dzieła

### Utwory sceniczne
- 1695: Masque na zakończenie The Indian Queen (autor: Henry Purcell) (1696)
- 1698: The Island Princess (Pierre Motteux), razem z Richardem Leveridgem i Jeremiahem Clarkiem
- 1701: The Rival Queens (Nathaniel Lee), z Gottfriedem Fingerem
- 1701: Masque The Judgement of Paris (tekst: William Congreve)
- Muzyka do około 40 dzieł scenicznych

### Utwory wokalne
- 1693: Ode for St. Cecilia's Day: Begin and strike the harmonious lyre (T. Yalden)
- 1697: Welcome Song for William III: The loud-tongu'd war
- 1698: Birthday Ode for Princess Anne: Welcome, welcome, glorious day
- 1700: Birthday Ode for Princess Anne: Again the welcome morn we sing
- 1706: Shepherds, tune your pipes
- 2 Ody zaginione

### Utwory na instrumenty solowe
- 1698: Six Sonata's or Solos na flet/skrzypce i basso continuo
- wiele utworów na klawesyn